# Řáhol
Řáhol, vlastním jménem Tomáš Horký, (* 1990 Brno, Československo) je český rapper, zpěvák, textař původem z Rosic, syn frontmana skupiny Kamelot Romana Horkého. Většinu času vyrůstal s nevlastním otcem, hudebníkem Borkem Nedorostem. Už jako teenager se Řáhol proslavil na hiphopové scéně se skupinou Dew Town Dogz, která vynikala především stylem rapu a elektronickými produkcemi s tanečními prvky. Její debutový mixtape „Therapy“ zaujal DJe Mike Trafika (BiggBoss), v jehož studiu se v roce 2012 uskutečnilo nahrávání desky „Peep Show“. Pod přezdívkou Řáhol začal zároveň nahrávat sólo tracky, včetně několika dissů, a v roce 2013 přišla změna uměleckého jména na Tommy Haze. V roce 2013, ve spolupráci s webem prigl.cz, nahrál jako samostatný projekt videosingl „Tohle je Brno“, kde bez okolků odkryl krásy i nedostatky svého rodného města. Projekt „Tohle je Brno“ vyvolal rozporuplné reakce široké veřejnosti, protože jako kontrast[zdroj⁠?!] k brněnským „krásám“ poukázal na přítomnost romské menšiny. Nastal rok 2014 a Řáhol si dává pseudonym Hazer. Vydal mixtape ALOBALBOY a čelil problémům s drogami (zejména s pervitinem). Nakonec skončil na detoxikačním oddělení psychiatrické nemocnice Jihlava. Střídavě se z drog dostával a zase do nich upadal, hudbu vydává, ale nepravidelně. V roce 2017 vydal Cheesecake mixtape a také se objevil na albu Jízdní Neřád od DJ Opia. V roce 2018 Řáhol s producentem Underrate vydal EP dostupné na platformě SoundCloud s názvem Trojka. Ve skladbách mluví o tom, že je čistý a už nebere pervitin. Roku 2019 byl zveřejněn Mixtape s názvem Joker. V roce 2021 Řáhol vydal první sólové album MishMash. Na albu se objevili i hosté jako např. Vercetti nebo Sensey.

## Diskografie

### Alba
- 2009: Therapy (Dew Town Dogz)
- 2012: Peepshow (Dew Town Dogz)
- 2021: MishMash (1. solo album)

### Kompilace
- 2019: Joker (Mixtape)
- 2018: Trojka EP
- 2017: Cheesecake Mixtape
- 2014: Alobal Boy Mixtape
- 2013: "Punk Is Back Mixtape"
- 2012: Green Apple Mixtape
- 2012: "Valium Music EP
- 2011: Blastoise EP
- 2009: Waiting 4 Therapy vol. 2 (Dew Town Dogz/Dew Town Crew/DTC)
- 2009: Waiting 4 Therapy vol. 1 (Dew Town Dogz/Dew Town Crew/DTC)

### Singly
- 2005: Večerníček
- 2007: Tak už to bývá
- 2007: Nenávist
- 2008: My Jsme DTC (feat. IMP)
- 2008: Jsem lepší než ty
- 2008: Párty chicks
- 2009: Má channel (remix)
- 2010: Vila
- 2011: Cejtím že žiju (Dew Town Dogz)
- 2011: Kokajnovej král (Blastoise)
- 2013: Tohle je Brno (videosingl)
- 2020: Zabiju Riddim
- 2020: Prdelní mluvení
- 2020: HOOD3STYLE
- 2021: Bejbe musím jít (feat. Dryman & Denoir)